# Lionel Tiger
Lionel Tiger (nascido em 5 de fevereiro de 1937) é um antropólogo canadense-americano. Ele é o Professor Charles Darwin de Antropologia na Rutgers University e co-Diretor de Pesquisa da Fundação Harry Frank Guggenheim.

## Infância e educação
Nascido em 1937 em Montreal, Quebec, ele se formou na McGill University e na London School of Economics da University of London, Inglaterra. Ele também é consultor do Departamento de Defesa dos Estados Unidos sobre o futuro da biotecnologia.  Lionel Tiger mora na cidade de Nova York e contribui regularmente para a grande mídia, como Psychology Today e o New York Times.

## Carreira
Lionel Tiger não começou na área de biologia ou antropologia, apenas fazendo uma aula que lhe era exigida.  Tiger iniciou seu caminho para sua carreira posterior com seu estudo sobre a descolonização da África. Enquanto estava em Gana e na Nigéria em uma bolsa de verão, ele estudou Kwame Nkrumah, o primeiro presidente pós-colonial de Gana. Tiger queria descobrir se uma teoria que Max Weber tinha sobre a "rotinização do carisma" seria aplicável no reino político de Gana. Enquanto pesquisava, ele se inspirou nas perguntas de Weber e nas novas descobertas na África de Raymond Dart e Lewis Leakey. Junto com outros estudos que estavam sendo realizados na época, incluindo a descoberta do DNA e a pesquisa de primatas na natureza, Tiger se inspirou para fazer sua própria pesquisa sobre a espécie humana, principalmente a dos machos e a maneira como eles interagem com um outro.  Desde que percebeu que os primatas e outros animais selvagens criaram suas próprias estruturas sociais entre machos e fêmeas (graças à pesquisa conduzida por Jane Goodall, Desmond Morris e Irven DeVore), ele queria ver se havia uma conexão biológica com as construções sociais. Tiger estava lutando contra o pensamento de que "apenas os humanos exibem uma agência contínua e inteligente. . ." Ele se juntou a Robin Fox para escrever Men in Groups (1969) e é creditado por cunhar o termo "ligação masculina". Ele argumentou que os laços entre homens eram tão importantes quanto aqueles entre homens e mulheres.  Em seu livro Men in Groups, ele apresentou sua hipótese de que havia uma "base evolutiva da regularidade intercultural dos laços e grupos masculinos". O livro colocou o Dr. Tiger nas manchetes, algumas boas e outras ruins. Depois de escrever Men in Groups, ele continuou sua pesquisa, apresentando conceitos controversos em seu livro The Imperial Animal e Women in the Kibbutz.  Um de seus trabalhos mais recentes, The Decline of Males, também foi criticado por sua visão controversa do controle de natalidade para mulheres. 